# Глорія Коутс
Глорія Коутс (англ. Gloria Coates; 10 жовтня 1938, Восау, Вісконсин — 19 серпня 2023, Мюнхен) — американська композиторка.

## Біографія

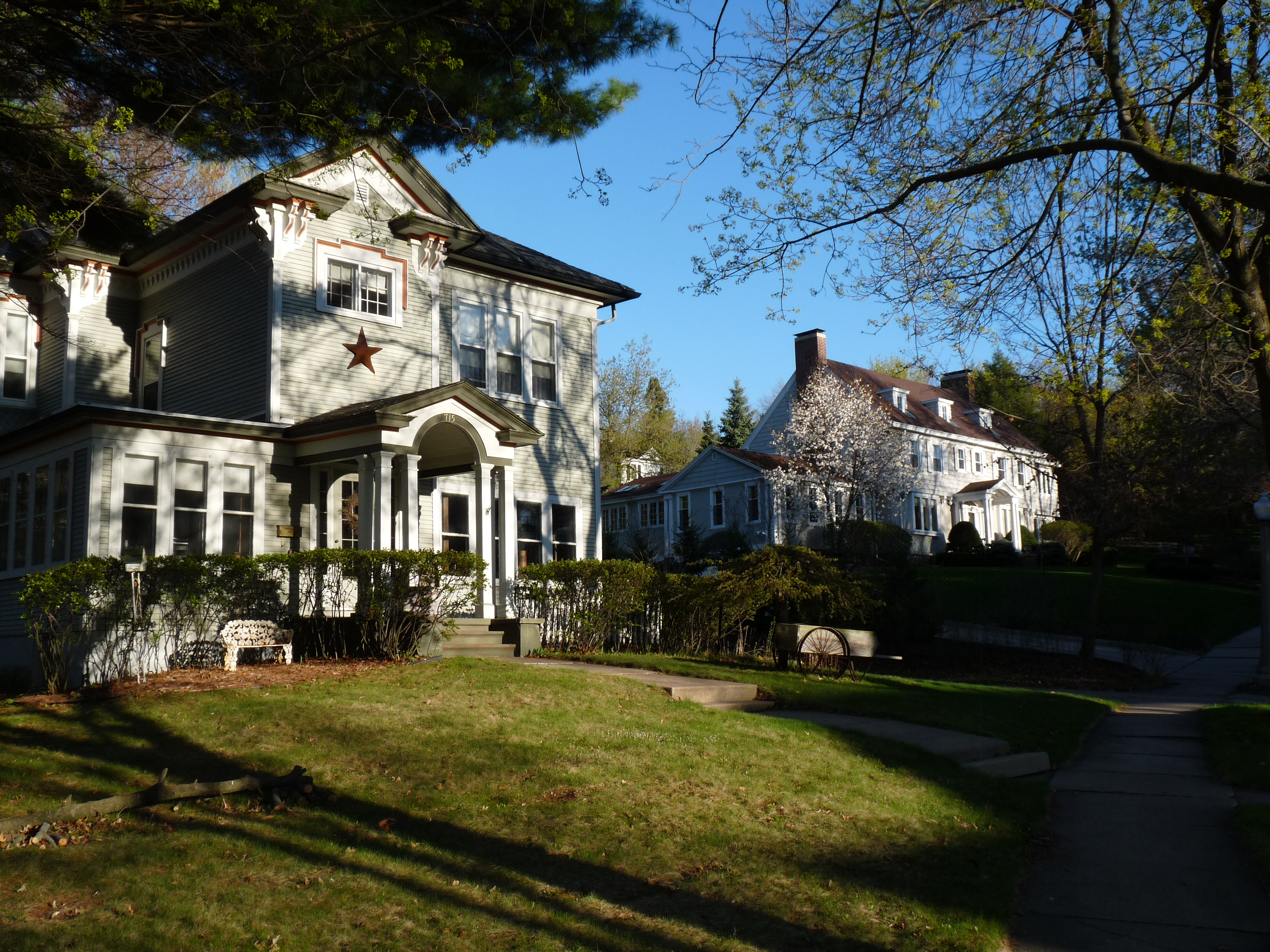
Історичний район м. Восо

Почала створювати музику в дев'ять років. Навчалася в університеті штату Луїзіана в Отто Люнінга, учня Ферруччо Бузоні, в Колумбійському університеті — у Джека Бісона, в зальцбурзькому Моцартеумі — у Олександра Черепніна, у якого брала ще й приватні уроки (згодом присвятила йому свою Першу симфонію, 1972–1973).
З 1969 року проживає у Мюнхені. Організувала серію німецько-американських концертів новітньої музики в Мюнхені (1971–1984), активно пропагує американську музику на німецькому радіо (Мюнхен, Кельн, Бремен). Представляла свої вокальні експерименти на Дармштадтскій літній школі нової музики (1972), вела музичний курс в університеті штату Вісконсин (1975).

## Творчість
Належить до постмінімалістів. Зазнала впливу Лігеті, Пендерецького (першого періоду), Ксенакіса. Авторка п'ятнадцяти симфоній, дев'яти струнних квартетів, симфонічних і хорових творів (Te Deum, 1961; Missa brevis, 1964), електронної музики. Крім того, їй належать 15 пісень на вірші Емілі Дікінсон для мецо-сопрано та фортепіано (1965–1998), сценічна музика до вистав п'єс Гофмансталя (Ім'ярек, для флейти, гобоя і ударних, 1962), Шекспіра (Гамлет, для камерного оркестру, терменвокса і магітофонної стрічки, 1965), Шоу (Свята Іоанна, для хорів, органу та камерного оркестру, 1964) та інші твори.